# NGC 1907
NGC 1907 é um aglomerado aberto na direção da constelação de Auriga. O objeto foi descoberto pelo astrônomo William Herschel em 1787, usando um telescópio refletor com abertura de 18,6 polegadas. Devido a sua moderada magnitude aparente (+8,2), é visível apenas com telescópios amadores ou com equipamentos superiores. 